# Stade des Charmilles
Stade des Charmilles – stadion znajdujący się w mieście Genewa w Szwajcarii. Na tym obiekcie rozegrano cztery spotkania Mistrzostw Świata w Piłce Nożnej 1954. Swoje mecze rozgrywał na nim zespół Servette FC. Jego pojemność wynosiła 9 250. Został zburzony w 2002 roku, a w jego miejsce powstał nowy stadion Stade de Genève.